# Niobato di potassio
Il niobato di potassio è un composto inorganico del niobio e del potassio con formula KNbO3. Solido incolore, è classificato come materiale ferroelettrico della famiglia delle perovskiti. Presenta proprietà ottiche non lineari ed è un componente di alcuni laser. Nanofili di niobato di potassio sono stati utilizzati per produrre luce coerente sintonizzabile.

## Struttura
Durante il raffreddamento da alta temperatura, il niobato di potassio subisce una serie di transizioni di fase strutturali. A 435 °C, la simmetria cristallina cambia da centrosimmetrica cubica (gruppo spaziale Pm3m, n°221) a non centrosimmetrica tetragonale (gruppo spaziale P4mm, n°99). Con un ulteriore raffreddamento, a 225 °C la simmetria cristallina cambia da tetragonale (P4mm) a ortorombica (gruppo spaziale Amm2, n°38) e a -50 °C da ortorombica (Amm2) a romboedrica (gruppo spaziale R3m, n°160).

## Applicazioni e ricerca
Oltre alla ricerca sull'archiviazione elettronica della memoria, il niobato di potassio viene utilizzato nel raddoppio della frequenza di risonanza. Questa tecnica consente ai piccoli laser a infrarossi di convertire l'output in luce blu, una tecnologia fondamentale per la produzione di laser blu e per la tecnologia da essi dipendente.
Il niobato di potassio ha trovato utilità in molte aree diverse della scienza dei materiali, comprese le proprietà dei laser il teletrasporto quantistico, ed è stato utilizzato per studiare le proprietà ottiche dei materiali compositi particellari.